# Cycas desolata
Cycas desolata P.I.Forst., 1995 è una pianta appartenente alla famiglia delle Cycadaceae, endemica dell'Australia.

## Descrizione
È una cicade con fusto eretto, alto sino a 4(-7) m e con diametro di 15-25 cm.
Le foglie, pennate, lunghe 75-120 cm, sono disposte a corona all'apice del fusto e sono rette da un picciolo lungo 10-23 cm; ogni foglia è composta da 90-136 paia di foglioline lanceolate, con margine ricurvo, lunghe mediamente 18-21 cm, di colore blu tenue, inserite sul rachide con un angolo di 40-50°.
È una specie dioica con esemplari maschili che presentano microsporofilli disposti a formare strobili terminali di forma ovoidale, lunghi 24-40 cm e larghi 8-9.5 cm ed esemplari femminili con macrosporofilli che si trovano in gran numero nella parte sommitale del fusto, con l'aspetto di foglie pennate che racchiudono gli ovuli, in numero di 2-6.  
I semi sono grossolanamente ovoidali, lunghi 35-39 mm, ricoperti da un tegumento di colore giallo o marrone-arancio.

## Distribuzione e habitat
È nota per sole due popolazioni in prossimità di Charters Towers, nel Queensland.

## Conservazione
La IUCN Red List classifica C. desolata come specie vulnerabile.

La specie è inserita nella Appendice II della Convention on International Trade of Endangered Species (CITES)